# Sint-Amorkerk (Kortenaken)

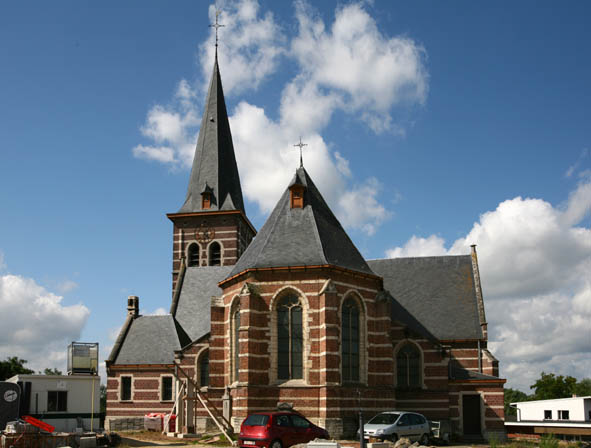
Sint-Amorkerk

De Sint-Amorkerk is de parochiekerk van de Vlaams-Brabantse plaats Kortenaken, gelegen aan het Dorpsplein 5A.

## Geschiedenis
Hier stond een romaanse kerk die was gebouwd in ijzerzandsteen. Aangezien het tiendrecht van de parochie toebehoorde aan de Abdij van Vlierbeek, gaf deze ook de opdracht tot het vergroten van het koor. Dit driezijdig afgesloten koor werd gebouwd in baksteen met speklagen in Gobertangesteen. Ook werd ijzerzandsteen van de oude kerk hier en daar hergebruikt. Er kwam een transeptarm aan de noordzijde.
Vanaf 1756 werden restauratiewerken uitgevoerd waarbij de zuidmuur opnieuw werd opgetrokken. In 1842 werd een zuidbeuk en een zuidelijke transeptarm gebouwd, overeenkomend met die aan de noordzijde. Van 1906-1911 werd de kerk nog vergroot naar ontwerp van Pierre Langerock. De zuidmuur werd herbouwd, de westgevel en ingebouwde toren werden gesloopt en enkele meters verder naar het westen weer herbouwd. Ook werden schip en zijbeuken verhoogd.
De kerk ligt op een hoogte nabij de Velp en hij wordt omringd door een kerkhof.